# Salim (peintre)
Pour les articles homonymes, voir Salim.
Salim (né le 3 septembre 1908 près de Medan en Indonésie et mort le 13 octobre 2008 à Neuilly-sur-Seine,) est un peintre indonésien.

## Biographie
Né dans l'actuelle province de Sumatra du Nord), dans ce qui était alors les Indes néerlandaises, Salim part en 1919 pour les Pays-Bas, emmené par un couple germano-néerlandais qui veut le scolariser. Il termine le lycée en 1928. Il part pour Paris étudier la peinture à l'Académie de la Grande Chaumière. De 1929 à 1932, il poursuit ses études de peinture à l'Académie Fernand Léger.
Il fait connaissance des dirigeants nationalistes indonésiens Hatta et Sjahrir en 1929 à Amsterdam. Cette rencontre le convainc de la justesse de la cause nationaliste. Il rentre aux Indes néerlandaises en 1932 comme baby sitter avec la famille de Djoehana Wiradikarta un beau-frère de Sjahrir qui vient d'obtenir son doctorat en médecine à Amsterdam. 
De 1932 à 1935, Salim travaille à la Java Neon Company à Batavia (aujourd'hui Jakarta), tout en aidant Hatta et Sjahrir à gérer la branche éducative du parti PNI et de sa revue Daoelat Ra'jat ("souveraineté du peuple").
Il retourne aux Pays-Bas en 1935 après l'arrestation de Hatta et Sjahrir et leur internement à Boven-Digoel en Nouvelle-Guinée occidentale (actuelle province de Papouasie) par les autorités coloniales hollandaises. En décembre 1936 il se marie avec Hanna Deppe(Anne). Il revient à Paris en 1936 pour mener la vie de peintre, allant souvent à l'Académie de la Grande Chaumière. Il retourne aux Pays-Bas en 1939 et participe à une exposition collective à Amsterdam. On commence à acheter ses peintures. 
De 1940 à 1945, Salim participe à un groupe de résistants contre l'occupant nazi. Il fait des illustrations pour des livres et remet l'argent à la résistance. Il aide également des Juifs à se cacher. 
L'Indonésie proclame son indépendance en 1945. L'année suivante, Salim est divorcé de Anne et revient à Paris, furieux de la politique des Pays-Bas qui cherchent à récupérer leur colonie. Il se rend à Sète, où il gère une auberge de jeunesse. C'est à Sète qu'il tient sa première exposition propre, en 1948. Il tiendra ensuite d'autres expositions, à Amsterdam, Paris, Jakarta, Tokio, Genève. Il obtient des médailles dans différents festivals en France.
Il rencontre Hélène de Boer et le couple reside ensemble depuis 1957 jusqu'à la mort de Salim (13 octobre 2008) dans un très petit appartement à Neuilly-sur-Seine.
Bien qu'il soit de temps à autre retourné dans son pays d'origine, Salim est resté en France jusqu'à sa mort.